# Julius Wilhelm Sommerbrodt
Pour les articles homonymes, voir Sommerbrodt.
Julius Wilhelm Sommerbrodt, couramment en français Jules Sommerbrodt, né le 6 décembre 1813 à Liegnitz (actuellement Legnica, Pologne), mort le 6 janvier 1903, est un philologue et historien de la Grèce antique, traducteur et annotateur des œuvres de Lucien de Samosate, en 1886-1899.

## Biographie
Jules Sommerbrodt a étudié à Breslau, Leipzig et Berlin, et a obtenu son doctorat à Berlin, en 1835. Devenu inspecteur dans l’enseignement, il fit plusieurs voyages en Italie, en 1838-1844. Il fut professeur à l’académie royale des chevaliers à Liegnitz, en 1844, puis directeur d’établissement à Ratibor, Anklam, en 1853, à Kiel en 1873, à Breslau en 1868. Il fut nommé officier du cadre supérieur en  1878 et prit sa retraite en 1888.
Ses études font principalement référence à l’ancien théâtre grec et à Lucien de Samosate. Il a relaté les nombreux voyages qu’il a effectués, et a établi et annoté le corpus complet du texte de Lucien.

## Publications

### Sur le théâtre grec antique
- « Rerum scenicarum capita selecta », Breslau, 1835;

- « Quaestiones scenicae », 1843 ;

- « De Aeschyli re scenica », 1848-57, 3 tomes, sämtliche szenische Abhandlungen vereinigt in "Scaenica", Berlin, 1876 ;

- « Das altgriechische Theater », Stuttgart, 1865 ;

### Sur Cicéron
- « Ciceros Reden ins Deutsche übersetzt  », Stuttgart 1870 ;

- « Ciceronis Cato maior », " (11. Aufl., Berlin, 1889) ;

### Sur Lucien de Samosate
- «  Sélection d’écrits de Lucien », Berlin, 1852-88 ;

- « Luciani codicum Marcianorum lectiones », (1861) ;

- «  Lucianea », Leipzig, 1872 ;

- «  Lucianus », grande édition, Volume 1, en 2 parties, Berlin, 1886-89.

Sommerbrodt, sans indication de prénom, est très souvent cité dans le Dictionnaire des antiquités grecques et romaines, Charles Victor Daremberg, 1873, continué par Saglio.